# Sierra de Santo Domingo y Lucientes
La sierra de Santo Domingo y Lucientes est une chaîne de montagnes située dans les Pré-Pyrénées aragonaises.
Elle s'étend depuis la vallée de Cinco Villas, dans la province de Saragosse, jusqu'à la province de Huesca. Orientée ouest-est, elle rencontre des vents humides atlantiques. Son sommet le plus élevé et le plus représentatif est le pic Santo Domingo, culminant à 1 524 mètres d'altitude, dans la commune de Longás.

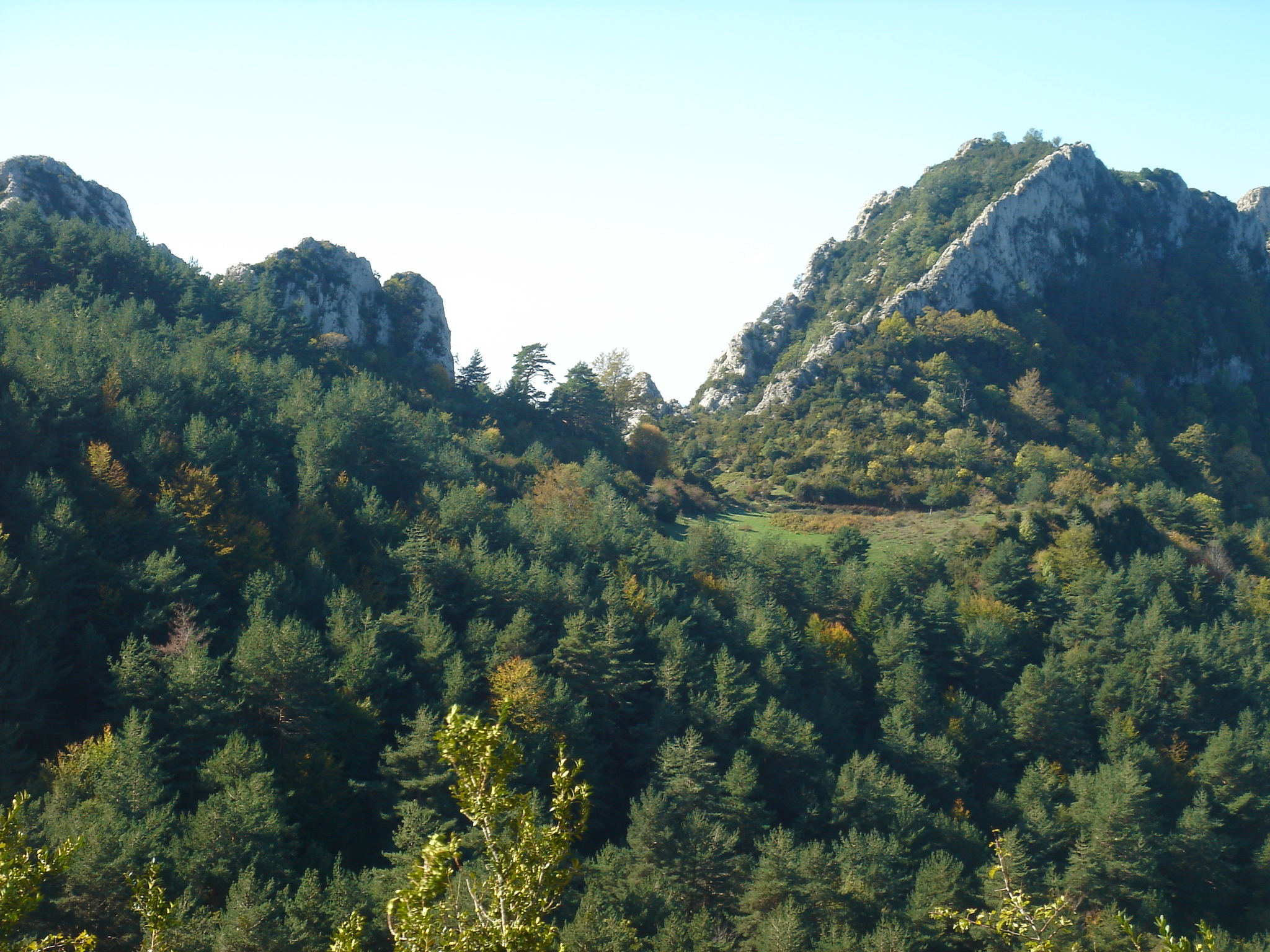
Col O Portillo.